# Monchique
Monchique é uma vila portuguesa no distrito de Faro, região e sub-região do Algarve, com cerca de 2 300 habitantes.
É sede do município homónimo com 395,30 km² de área e 5.323 habitantes (2023), subdividido em 3 freguesias. O município é limitado a norte pelo município de Odemira, a leste por Silves, a sul por Portimão, a sudoeste por Lagos e a oeste por Aljezur.
O concelho de Monchique foi criado em 1773, por desmembramento do concelho de Silves.

## História

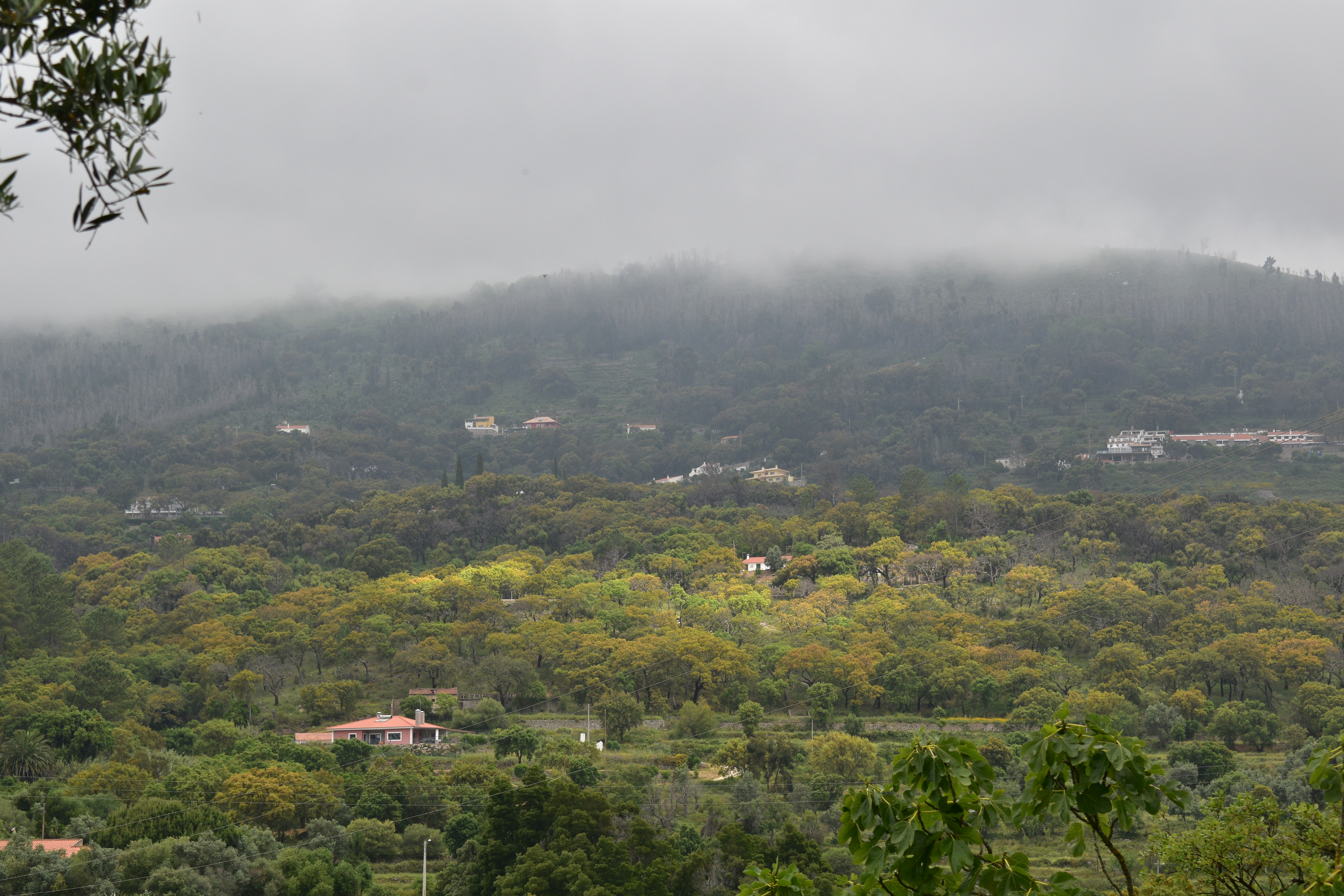
Parte campestre de Monchique. Devido à sua arborização, o município tem uma forte aderência à Indústria madeireira.

No centro de duas grandes serras (Fóia e Picota), o município de Monchique entra na história com a presença dos romanos nas Caldas de Monchique, atraídos pelo poder curativo das suas águas. Nos séculos seguintes, a serra foi-se povoando lentamente e no século XVI Monchique era já uma povoação suficientemente importante para merecer a visita do rei D. Sebastião, que pretendeu conceder-lhe o estatuto de cidade.

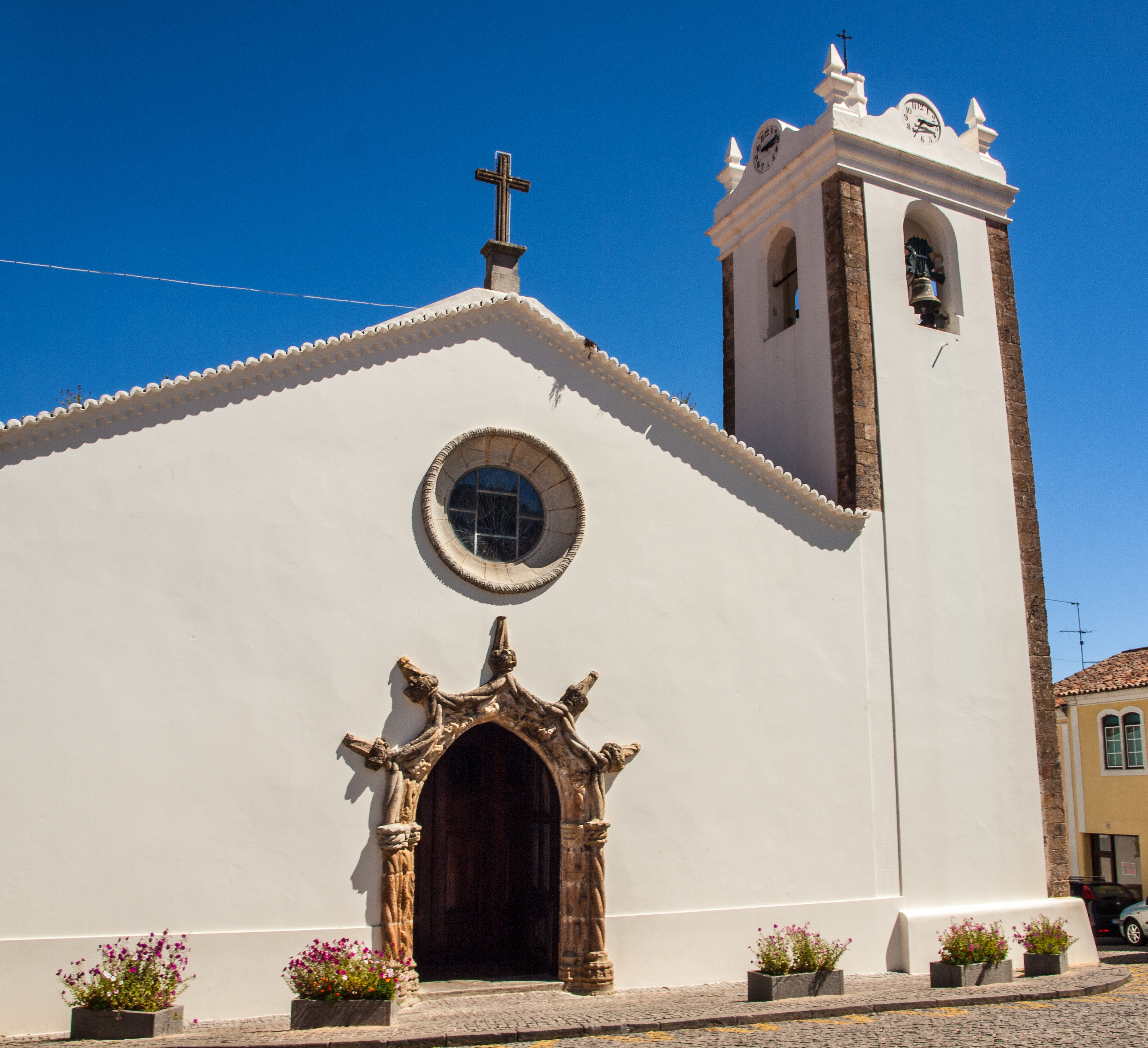
Igreja Matriz de Monchique.

A tecelagem da lã e do linho - os sólidos surrobecos, orianos e estopas dos tempos antigos - entre outras atividades, como as relacionadas com a madeira de castanho, contribuíram para a prosperidade e desenvolvimento de Monchique, de tal forma que em 1773 foi promovida a vila.
As alterações económicas provenientes da industrialização significaram a perda da atividade têxtil e de outras manufaturas. Hoje, Monchique é vila airosa, virada para o turismo, com um artesanato ativo e uma economia diversificada.
Possuindo das florestas mais ricas do Algarve, ricas em sobreiros, eucaliptos, castanheiros, entre outros, Monchique tem também como marco distintivo esta mata que dá a conhecer aos seus visitantes através de safaris, parques zoológicos e naturais e expedições pedestres.

## Freguesias

Freguesias do município de Monchique

O município de Monchique está dividido em 3 freguesias:
| Freguesia | Residentes (2011) | Residentes (2021) |
| --------- | ----------------- | ----------------- |
| Alferce   | 441               | 391               |
| Marmelete | 787               | 698               |
| Monchique | 4817              | 4376              |
| Total     | 6045              | 5465              |

## Demografia
De acordo com os dados provisórios avançados pelo INE o distrito de Faro registou em 2021 um acréscimo populacional na ordem dos 3.7% relativamente aos resultados do censo de 2011. No concelho de Monchique regista-se, no entanto, um decréscimo a rondar os 9.6%. 
★ Número de habitantes "residentes", ou seja, que tinham a residência oficial neste município à data em que os censos se realizaram.
| Número de habitantes por Grupo Etário ★★ | Número de habitantes por Grupo Etário ★★ | Número de habitantes por Grupo Etário ★★ | Número de habitantes por Grupo Etário ★★ | Número de habitantes por Grupo Etário ★★ | Número de habitantes por Grupo Etário ★★ | Número de habitantes por Grupo Etário ★★ | Número de habitantes por Grupo Etário ★★ | Número de habitantes por Grupo Etário ★★ | Número de habitantes por Grupo Etário ★★ | Número de habitantes por Grupo Etário ★★ | Número de habitantes por Grupo Etário ★★ | Número de habitantes por Grupo Etário ★★ | Número de habitantes por Grupo Etário ★★ |
| ---------------------------------------- | ---------------------------------------- | ---------------------------------------- | ---------------------------------------- | ---------------------------------------- | ---------------------------------------- | ---------------------------------------- | ---------------------------------------- | ---------------------------------------- | ---------------------------------------- | ---------------------------------------- | ---------------------------------------- | ---------------------------------------- | ---------------------------------------- |
|                                          | 1900                                     | 1911                                     | 1920                                     | 1930                                     | 1940                                     | 1950                                     | 1960                                     | 1970                                     | 1981                                     | 1991                                     | 2001                                     | 2011                                     | 2021                                     |
| 0-14 Anos                                | 4300                                     | 4476                                     | 4484                                     | 4719                                     | 4936                                     | 4059                                     | 3757                                     | 2885                                     | 1714                                     | 1010                                     | 768                                      | 599                                      | 550                                      |
| 15-24 Anos                               | 1999                                     | 2391                                     | 2208                                     | 2708                                     | 2585                                     | 2583                                     | 2318                                     | 1475                                     | 1273                                     | 896                                      | 735                                      | 502                                      | 405                                      |
| 25-64 Anos                               | 4628                                     | 5093                                     | 5072                                     | 5750                                     | 6454                                     | 6739                                     | 7132                                     | 6080                                     | 4774                                     | 3612                                     | 3482                                     | 3029                                     | 2668                                     |
| = ou > 65 Anos                           | 556                                      | 703                                      | 841                                      | 941                                      | 1022                                     | 1264                                     | 1572                                     | 1560                                     | 1848                                     | 1791                                     | 1989                                     | 1915                                     | 1839                                     |

★★ De 1900 a 1950 os dados referem-se à população "de facto", ou seja, que estava presente no município à data em que os censos se realizaram. Daí que se registem algumas diferenças relativamente à designada população residente)

## Economia
Principais atividades económicas:
- Artesanato;
- Agricultura;
- Suinocultura;
- Turismo termal;
- Indústria da madeira.

Artesanato
A cestaria e a tecelagem constituem a grande parte do artesanato tradicional de Monchique. Por ser também uma região rica em sobreiros, é possível que haja igualmente artesãos a trabalhar a cortiça.

## Património

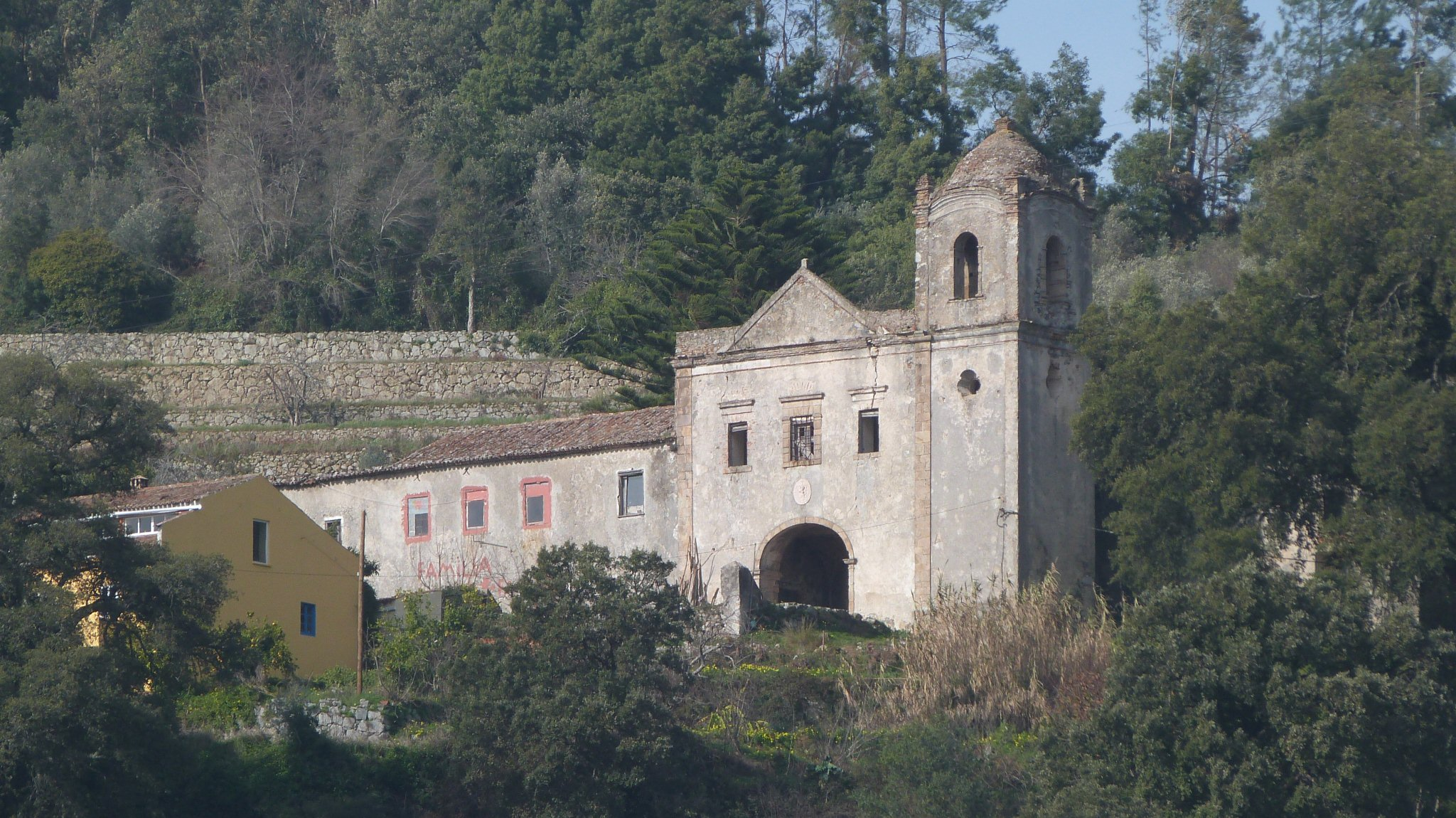
Convento de Nossa Senhora do Desterro.

Ver também: Lista de património edificado em Monchique
Património não religioso
- Centro histórico
- Cerro do Castelo da Nave
- Cerro do Castelo de Alferce
- Emissor da Fóia
- Fonte Velha
- Parque da Mina
- Pelourinho de Monchique (IIP)

Património religioso
- A Santinha
- Capela das Caldas de Monchique
- Capela de Santo António
- Convento de Nossa Senhora do Desterro (IIM)
- Capela de Nossa Senhora do Pé da Cruz
- Igreja da Misericórdia de Monchique
- Igreja de São Sebastião
- Igreja do Senhor dos Passos
- Igreja Matriz de Alferce
- Igreja Matriz de Marmelete
- Igreja Matriz de Monchique ou Igreja de Nossa Senhora da Conceição (IIP)

Património de origem natural
- Caldas de Monchique
- Serra da Fóia
- Serra da Picota

### Centro histórico

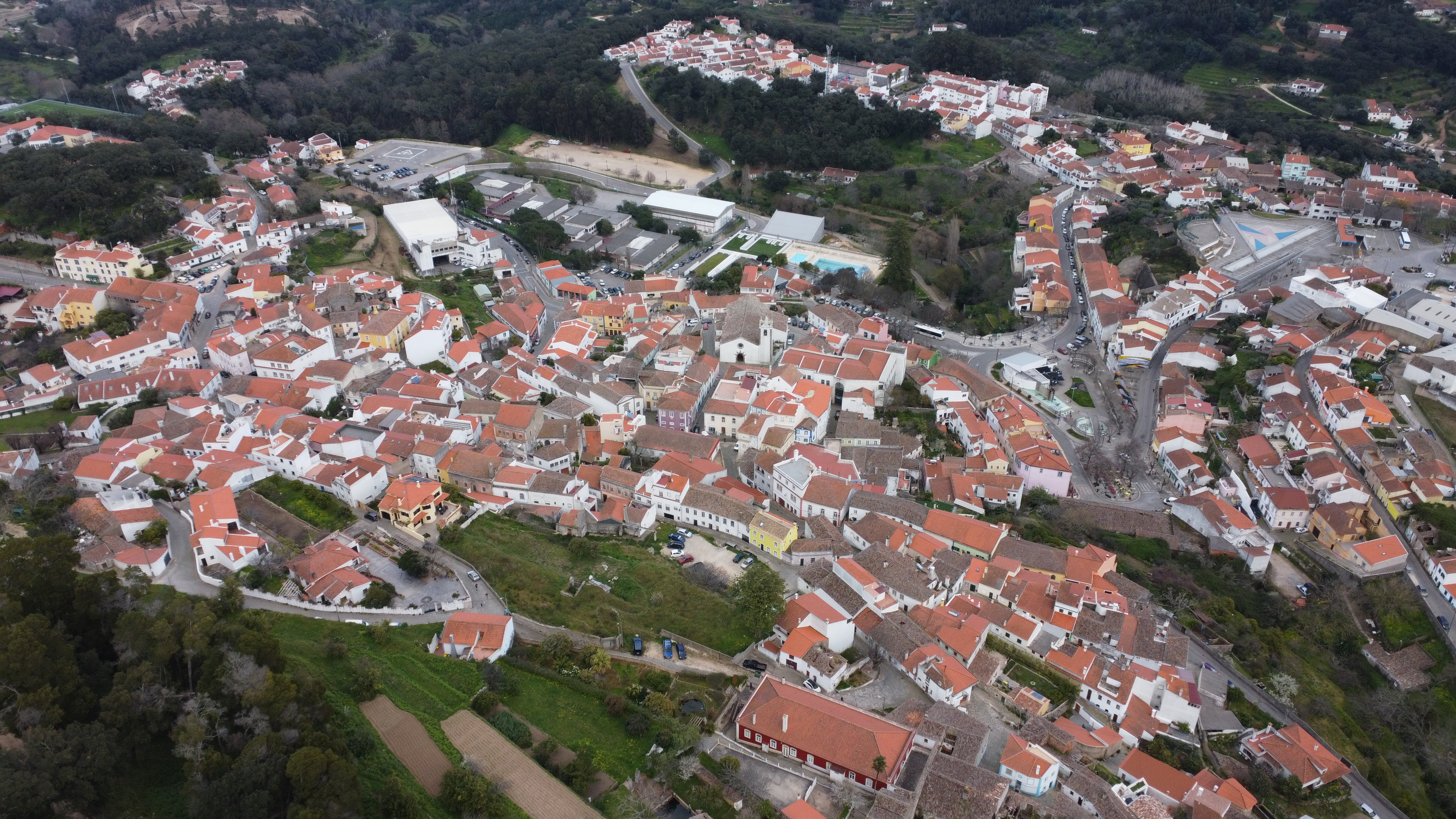
Vista aérea de Monchique em Março de 2023.

No Centro histórico de Monchique as casas têm a arquitetura algarvia tradicional nas paredes brancas, nas cantarias, nas manchas de cor das portas e janelas, embora exibam as típicas chaminés de saia, tão diferentes do litoral. O facto de treparem por colinas íngremes, de as ruas estreitas abrirem a cada passo novas perspectivas sobre a serra verdejante, dá-lhes, porém, um certo exotismo, aumentado pela presença de cameleiras e hortênsias, de árvores de fruto, evocadoras de jardins e pomares. Justificação para um prolongado passeio de descoberta de um recanto diferente do Algarve.
Para apreciar bem a beleza da vila de Monchique, importa ir até ao largo de São Sebastião. O casario branco parece descer em degraus pelas encostas da serra, pequeno presépio envolto em verdes, flores e frescura.

## Gastronomia
Monchique é conhecido pela suinicultura, e prova disso são os conhecidos enchidos feitos com carne de porco (molho, morcela de farinha ou farinheira, morcela e chouriça) e presuntos, expostos anualmente na Feira dos Enchidos e na Feira do Presunto, respetivamente.
É também vastamente conhecida a aguardente de medronho produzida nesta região, com marca própria, que atrai gente de toda a parte para a saborear. São também procurados os licores feitos com produtos da região. A bebida licorosa mais típica de Monchique chama-se Melosa, que utiliza aguardente de medronho.
No que toca a doçaria regional, Monchique tem como principal doce típico o bolo de tacho.
| Alguns pratos típicos: - Assadura; - Feijão com arroz; - Grão com arroz; - Feijão com couve; - Besnagas; - Grão com massa; - Papas de caldo; - Couve à Monchique. | Doçaria regional: - Bolo de tacho; - Pastéis de batata doce; - Bolo de amêndoa e gila; - Torta de noz; - Pudim de mel; - Fritos; - Filhós; - Mexidas de ovos queimados. |

## Política

### Eleições autárquicas[8]
| Data | %       | V       | %     | V     | %            | V            | %              | V  | %              | V      | %              | V   | %              | V  | Participação |                |
| Data | PPD/PSD | PPD/PSD | PS    | PS    | FEPU/APU/CDU | FEPU/APU/CDU | AD             | AD | CDS-PP         | CDS-PP | GCE            | GCE | CH             | CH | Participação |                |
| ---- | ------- | ------- | ----- | ----- | ------------ | ------------ | -------------- | -- | -------------- | ------ | -------------- | --- | -------------- | -- | ------------ | -------------- |
| Data | 1976    | 40,85   | 2     | 40,24 | 2            | 14,25        | 1              |    |                |        |                |     |                |    |              | 57,77 / 100,00 |
| 1979 | AD      | AD      | 26,89 | 1     | 11,66        | -            | 58,74          | 4  | AD             | AD     | 77,31 / 100,00 |     |                |    |              |                |
| 1982 | 34,23   | 2       | 44,67 | 3     | 6,80         | -            |                |    | 10,70          | -      | 74,98 / 100,00 |     |                |    |              |                |
| 1985 | 28,44   | 1       | 66,96 | 4     | 2,41         | -            |                |    | 73,00 / 100,00 |        |                |     |                |    |              |                |
| 1989 | 43,27   | 2       | 51,23 | 3     | 2,27         | -            | 70,32 / 100,00 |    |                |        |                |     |                |    |              |                |
| 1993 | 41,34   | 2       | 51,75 | 3     | 2,53         | -            | 1,04           | -  | 73,27 / 100,00 |        |                |     |                |    |              |                |
| 1997 | 23,56   | 1       | 61,02 | 4     | 9,21         | -            | 1,48           | -  | 67,60 / 100,00 |        |                |     |                |    |              |                |
| 2001 | 27,69   | 2       | 54,86 | 3     | 11,88        | -            | 1,29           | -  | 69,84 / 100,00 |        |                |     |                |    |              |                |
| 2005 | 39,53   | 2       | 51,59 | 3     | 3,49         | -            | 2,14           | -  | 73,56 / 100,00 |        |                |     |                |    |              |                |
| 2009 | 46,73   | 3       | 45,15 | 2     | 3,68         | -            | 1,42           | -  | 74,37 / 100,00 |        |                |     |                |    |              |                |
| 2013 | 47,42   | 3       | 32,19 | 2     | 4,94         | -            |                |    | 10,51          | -      | 70,92 / 100,00 |     |                |    |              |                |
| 2017 | 43,50   | 3       | 37,45 | 2     | 4,07         | -            | 11,39          | -  | 72,05 / 100,00 |        |                |     |                |    |              |                |
| 2021 | 21,50   | 1       | 49,61 | 3     | 3,15         | -            | 13,23          | 1  | 6,65           | -      | 1,59           | -   | 69,21 / 100,00 |    |              |                |

### Eleições legislativas
| Data | %     | %     | %     | %    | %     | %     | %        | %     | %    | %     | %    | %   | %       | % | %  | %  |
| Data | PS    | PSD   | PCP   | CDS  | UDP   | AD    | APU/ CDU | FRS   | PRD  | PSN   | BE   | PAN | PSD CDS | L | CH | IL |
| ---- | ----- | ----- | ----- | ---- | ----- | ----- | -------- | ----- | ---- | ----- | ---- | --- | ------- | - | -- | -- |
| 1976 | 38,00 | 27,84 | 11,08 | 4,78 | 1,16  |       |          |       |      |       |      |     |         |   |    |    |
| 1979 | 30,39 | AD    | APU   | AD   | 1,79  | 43,83 | 14,57    |       |      |       |      |     |         |   |    |    |
| 1980 | FRS   | AD    | APU   | AD   | 1,06  | 45,83 | 13,00    | 28,67 |      |       |      |     |         |   |    |    |
| 1983 | 41,52 | 31,19 | APU   | 6,99 | 0,73  |       | 12,64    |       |      |       |      |     |         |   |    |    |
| 1985 | 23,79 | 35,78 | APU   | 5,74 | 0,95  | 10,39 | 16,69    |       |      |       |      |     |         |   |    |    |
| 1987 | 27,86 | 49,31 | CDU   | 2,00 | 0,56  | 6,97  | 5,57     |       |      |       |      |     |         |   |    |    |
| 1991 | 32,99 | 53,42 | CDU   | 1,59 |       | 5,19  | 0,55     | 1,55  |      |       |      |     |         |   |    |    |
| 1995 | 50,81 | 32,78 | CDU   | 4,98 | 0,65  | 5,93  |          | 0,37  |      |       |      |     |         |   |    |    |
| 1999 | 51,65 | 30,57 | CDU   | 4,91 |       | 6,94  |          | 1,42  |      |       |      |     |         |   |    |    |
| 2002 | 42,65 | 39,23 | CDU   | 4,14 | 6,50  | 1,88  |          |       |      |       |      |     |         |   |    |    |
| 2005 | 51,17 | 27,27 | CDU   | 4,40 | 5,73  | 5,83  |          |       |      |       |      |     |         |   |    |    |
| 2009 | 32,76 | 29,34 | CDU   | 7,72 | 7,54  | 13,17 |          |       |      |       |      |     |         |   |    |    |
| 2011 | 23,97 | 39,43 | CDU   | 7,88 | 9,29  | 7,11  | 1,32     |       |      |       |      |     |         |   |    |    |
| 2015 | 38,07 | CDS   | CDU   | PSD  | 8,46  | 11,76 | 0,94     | 29,39 | 0,28 |       |      |     |         |   |    |    |
| 2019 | 38,29 | 24,49 | CDU   | 3,25 | 7,30  | 10,37 | 2,82     |       | 0,56 | 0,88  | 0,67 |     |         |   |    |    |
| 2022 | 48,85 | 25,47 | CDU   | 1,43 | 5,38  | 4,13  | 1,21     | 0,66  | 5,85 | 2,16  |      |     |         |   |    |    |
| 2024 | 34,34 | AD    | CDU   | AD   | 25,69 | 4,19  | 5,06     | 1,91  | 2,25 | 16,87 | 2,55 |     |         |   |    |    |

## Personalidades destacadas
- António da Silva Carriço (1930 - 2019) - Escritor, bibliotecário e jornalista

## Galeria

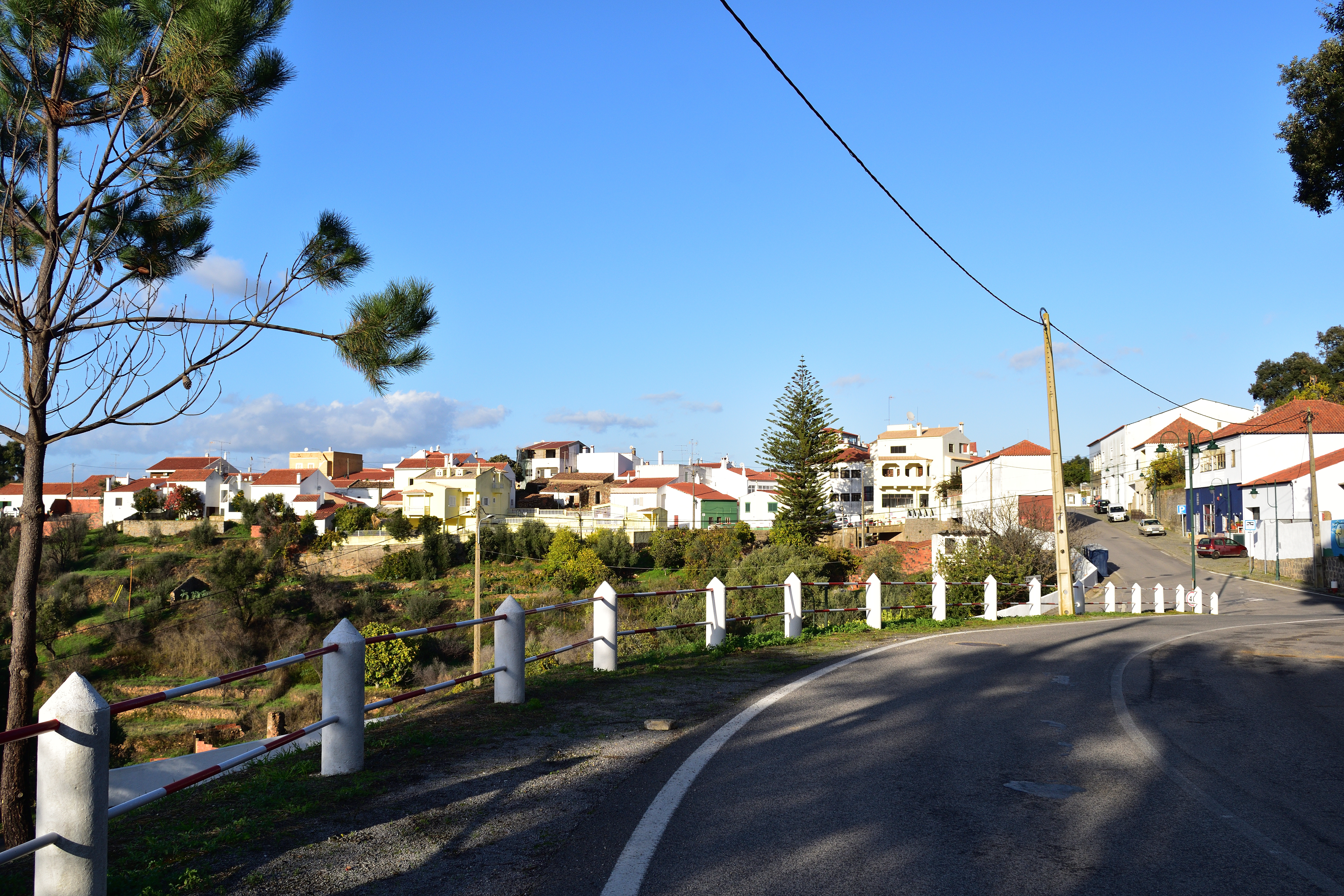
Vista de Alferce
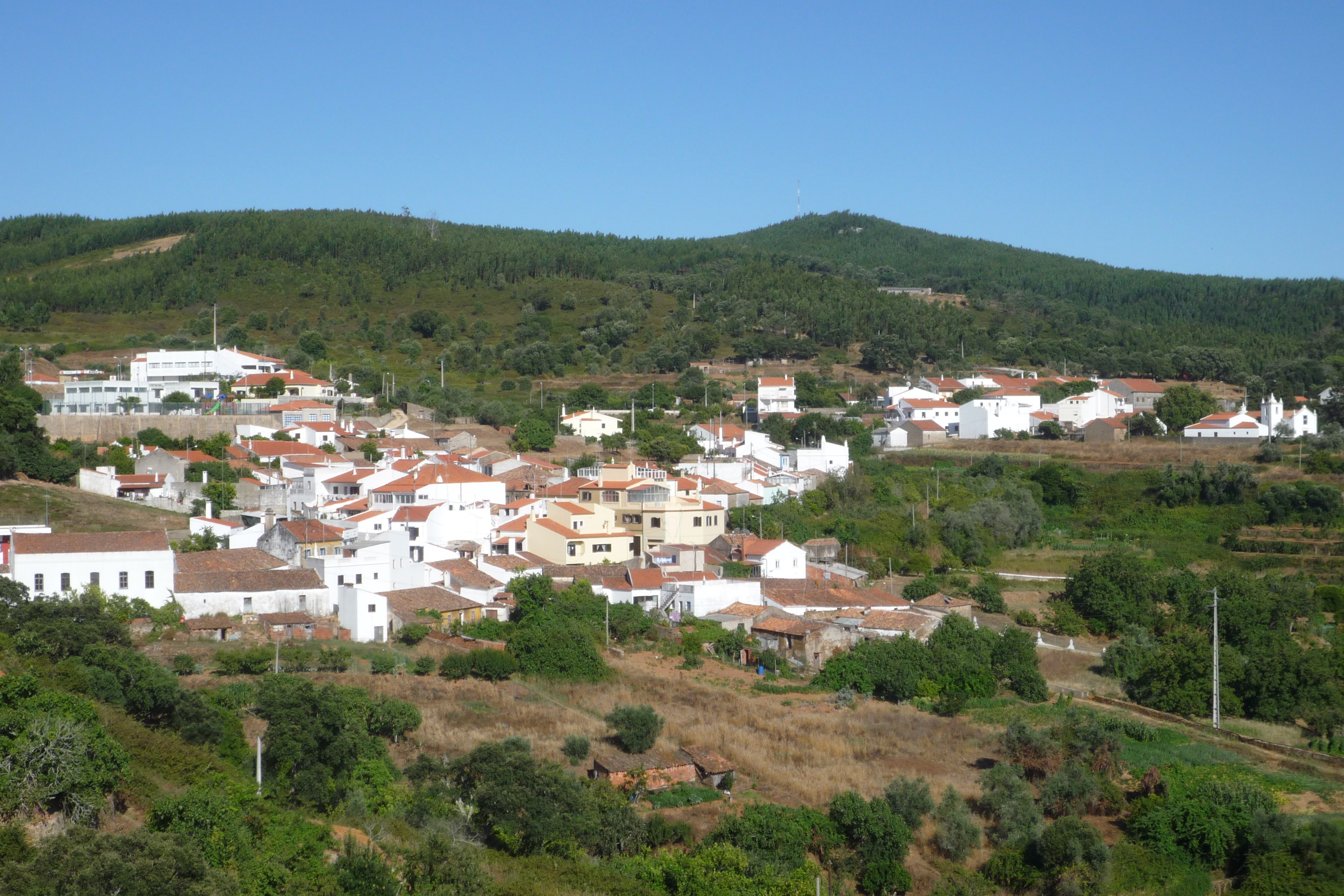
Vista de Marmelete
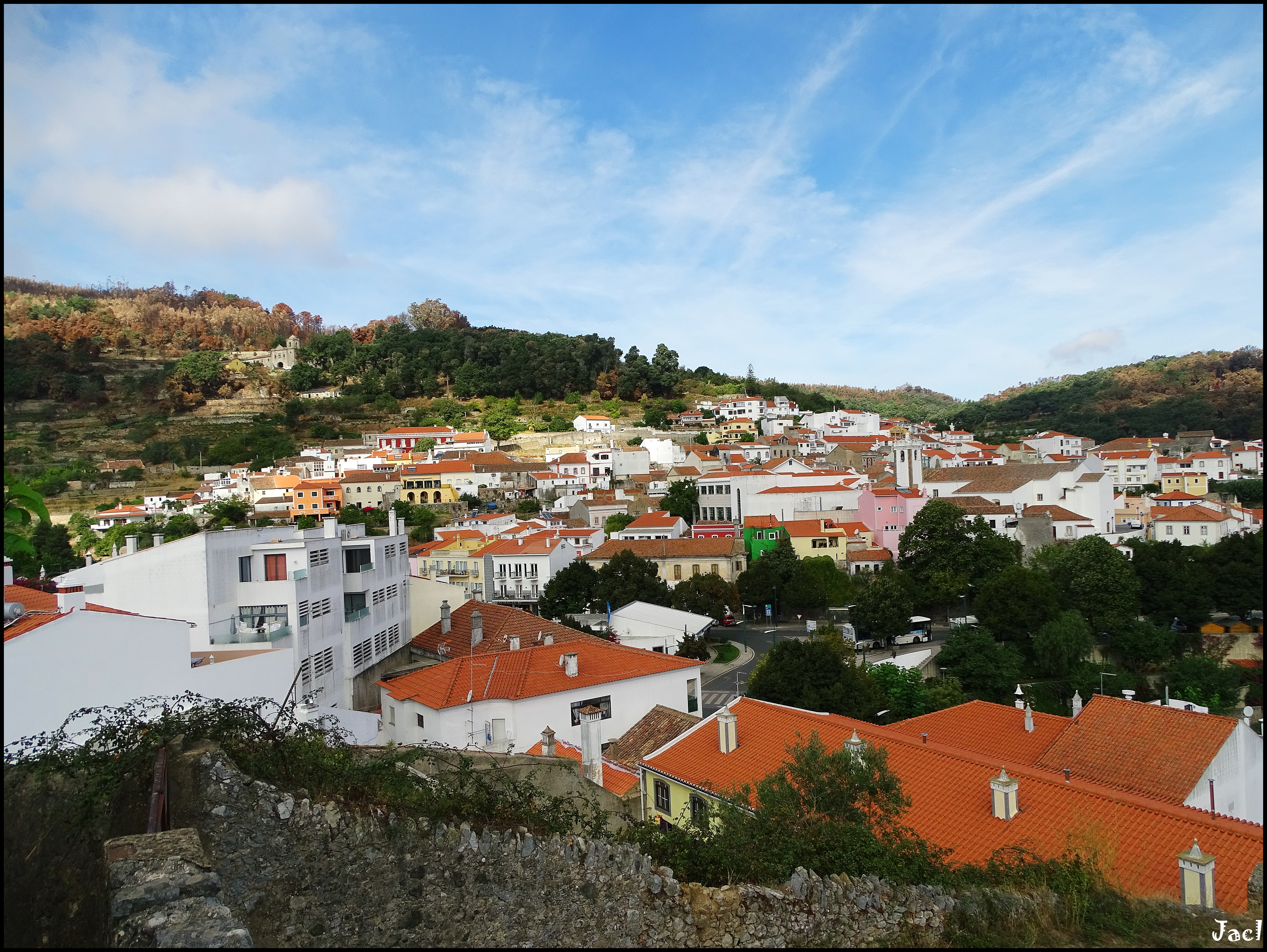
Vista de Monchique